# Idiocera sexguttata
Idiocera sexguttata är en tvåvingeart som först beskrevs av Dale 1842.  Idiocera sexguttata ingår i släktet Idiocera och familjen småharkrankar. Inga underarter finns listade i Catalogue of Life.